# Gulbuddin Hekmatyar
Gulbuddin Hekmatyar (em pachto: ګلبدین حکمتیار; Kunduz, 1947) apelidado de "O Carniceiro de Cabul",  é um líder mujahidin afegão, fundador e comandante do partido político/grupo paramilitar Hezb-e Islami. Hekmatyar foi um comandante militar rebelde durante a invasão soviética do Afeganistão, na década de 1980, e uma das principals figuras da guerra civil que se seguiu à retirada dos soviéticos. Foi primeiro-ministro do país de 1993 a 1994, e, por um breve período, em 1996. Um dos mais controversos líderes mujahidin, foi acusado de ter gasto "mais tempo lutando contra outros mujahidin do que combatendo os soviéticos", e de ter matado civis de maneira indiscriminada.
Na década de 1960, quando era um estudante do ensino médio, se juntou ao Partido Democrático Popular do Afeganistão (PDPA), que era uma organização de orientação socialista, e, em seguida, frequentou a Escola Militar Mahtab Qala em Cabul.
No início da década de 1970 tornou-se um extremista islâmico e se juntou à Nahzat-e-Jawanane Musalman (Movimento da Juventude Muçulmana), quando era um estudante de engenharia na Universidade de Cabul, na época ele foi acusado de jogar ácido em mulheres vestidas com roupas ocidentais e pelo assassinato de um estudante de uma facção maoísta do PDPA. Foi preso pela polícia do Rei Zahir Shah pela acusação de assassinato. Após a derrubada da monarquia em 1973, foi libertado e fugiu para o Paquistão.
Após a fuga, Hekmatyar ingressou no Jamaat-e-Islami (Partido do Islã), liderado por Ahmad Shah Massoud, que era uma organização apoiada pelo Serviço Secreto Paquistanês para desestabilizar o Afeganistão com incursões transfronteiriças. Após sua ruptura com o Jamaat-e-Islami, Hekmatyar formou seu próprio partido o Hesb-i-Islami, que tinha características mais extremistas e chamou a atenção da CIA.
Na época da Presença Soviética no Afeganistão, Hekmatyar foi um dos líderes rebeldes que mais recebeu ajuda da CIA e da Arábia Saudita para combater as tropas soviéticas, incluindo os mísseis Stinger, por ter sido considerado um parceiro confiável pelo congressista texano Charlie Wilson e por Dick Cheney.
Depois que o movimento Taliban tomou o poder em Cabul, Hekmatyar conseguiu asilo político no Irã.
Após a invasão americana do Afeganistão em 2001, Hekmatyar passou a ser um alvo da CIA e, em maio de 2002, sobreviveu a um ataque com um drone Predador, mas continuou a lutar juntamente com combatentes do Taliban contra os EUA e as forças da coalizão. Em 19 de fevereiro de 2003, o Departamento de Estado dos Estados Unidos e o Departamento do Tesouro dos Estados Unidos classificarm Hekmatyar um "terrorista global". 
Em 2009, o seu partido, Hesb-i-Islami, apoiou a reeleição de Hamid Karzai, em 20 de agosto de 2009.
Em março de 2010, era considerado uma liderança alinhada com o Taliban, com bases de apoio em províncias próximas a Cabul e em comunidades Pashtuns situadas no norte e nordeste do país, e possivelmente tinha sido procurado por Richard Holbrooke, representante especial da ONU para o Afeganistão e Paquistão, com o objetivo de atraí-lo para um acordo com o governo afegão.
Atualmente é procurado pelos Estados Unidos por ter participado de atos terroristas juntamente com a Al-Qaeda e o Taliban e, em 19 de fevereiro de 2003, o Departamento de Estado dos Estados Unidos o classificou como um "terrorista global especialmente designado".